# Tianducheng
Tianducheng (en chino, 天都城; pinyin, Tiān dūchéng) es una urbanización en el subdistrito de Xingqiao, distrito de Linping, Hangzhou, provincia de Zhejiang, China.Fue conocido de su diseño que imita muchas características de París.

## Historia
La construcción de Tianducheng empezó alrededor de 2007, continuando la tendencia de recrear grandes ciudades del mundo en territorio chino. Esta tendencia de recrear ciudades completas, que resulta extraña a algunos, data, sin embargo, del periodo de dinastías en China. Tianducheng es una pequeña comunidad cerca de Hangzhou, la capital de la provincia china de Zhejiang. Su característica principal y único atractivo turístico, es una replica de 108 metros de altura de la Torre Eiffel. La comunidad cuenta con 31km² construidos con arquitectura parisina, con fuentes y paisajes inspirados en la ciudad. 

## Demografía
Abierta en el mismo 2007, puede acomodar hasta 10,000 habitantes. La población en el año 2013 está calculada en alrededor de 2,000 habitantes, muchos de los cuales trabajan en un cercano parque de atracciones de temática francesa. En el año 2017 la población aumentó a 30,000 habitantes.